# Coenraad J. van Houten

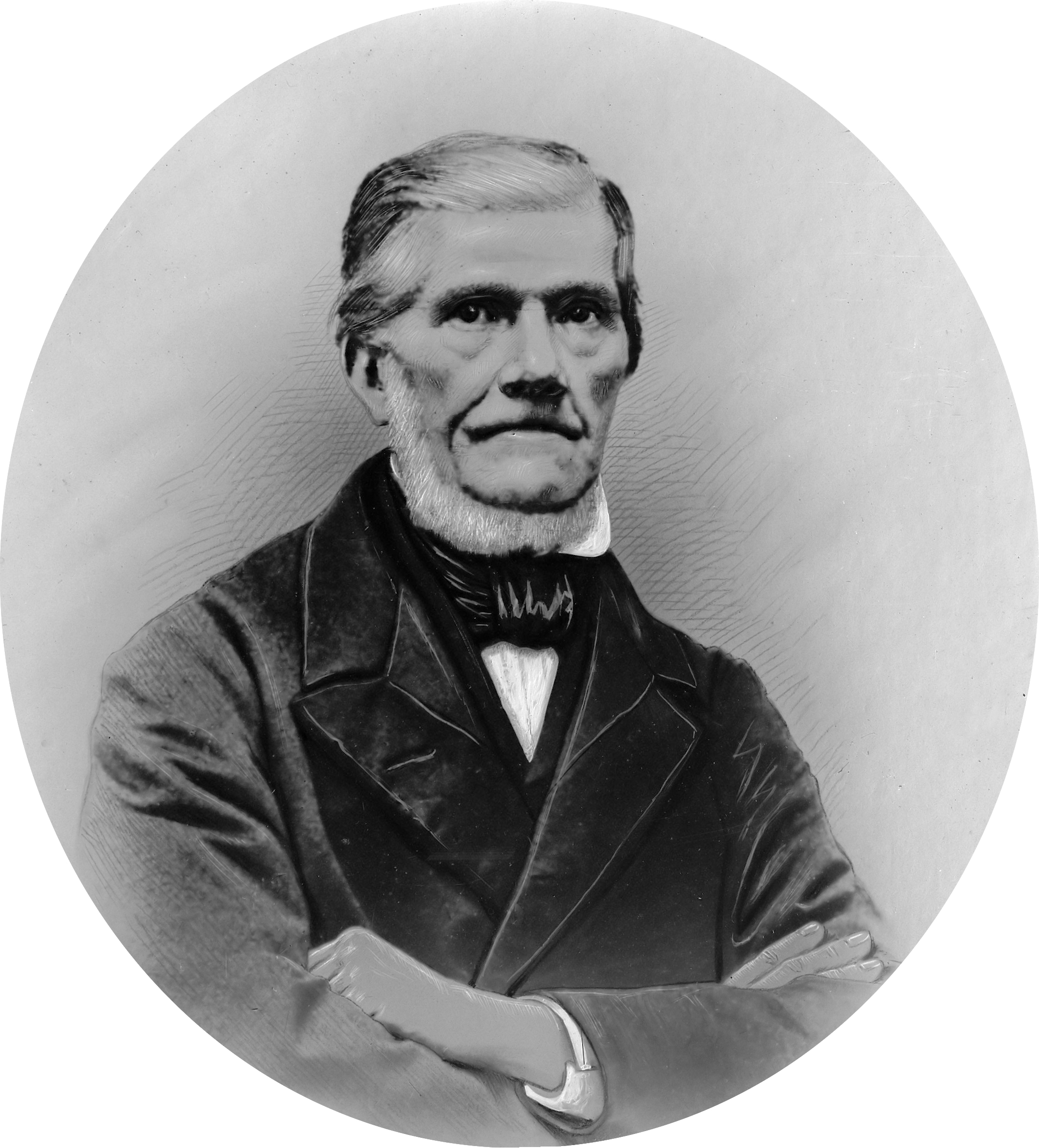
Coenraad J. van Houten

Coenraad Johannes van Houten (* 15. März 1801; † 27. Mai 1887 in Weesp) war ein niederländischer Apotheker und Chemiker. Er gilt als Erfinder des Kakaopulvers, das er und sein Vater durch ein neues Verfahren zur Entölung der Kakaobohnen und Verbesserung der Wasserlöslichkeit entwickelten. 

## Leben und die Schokoladenfabrik

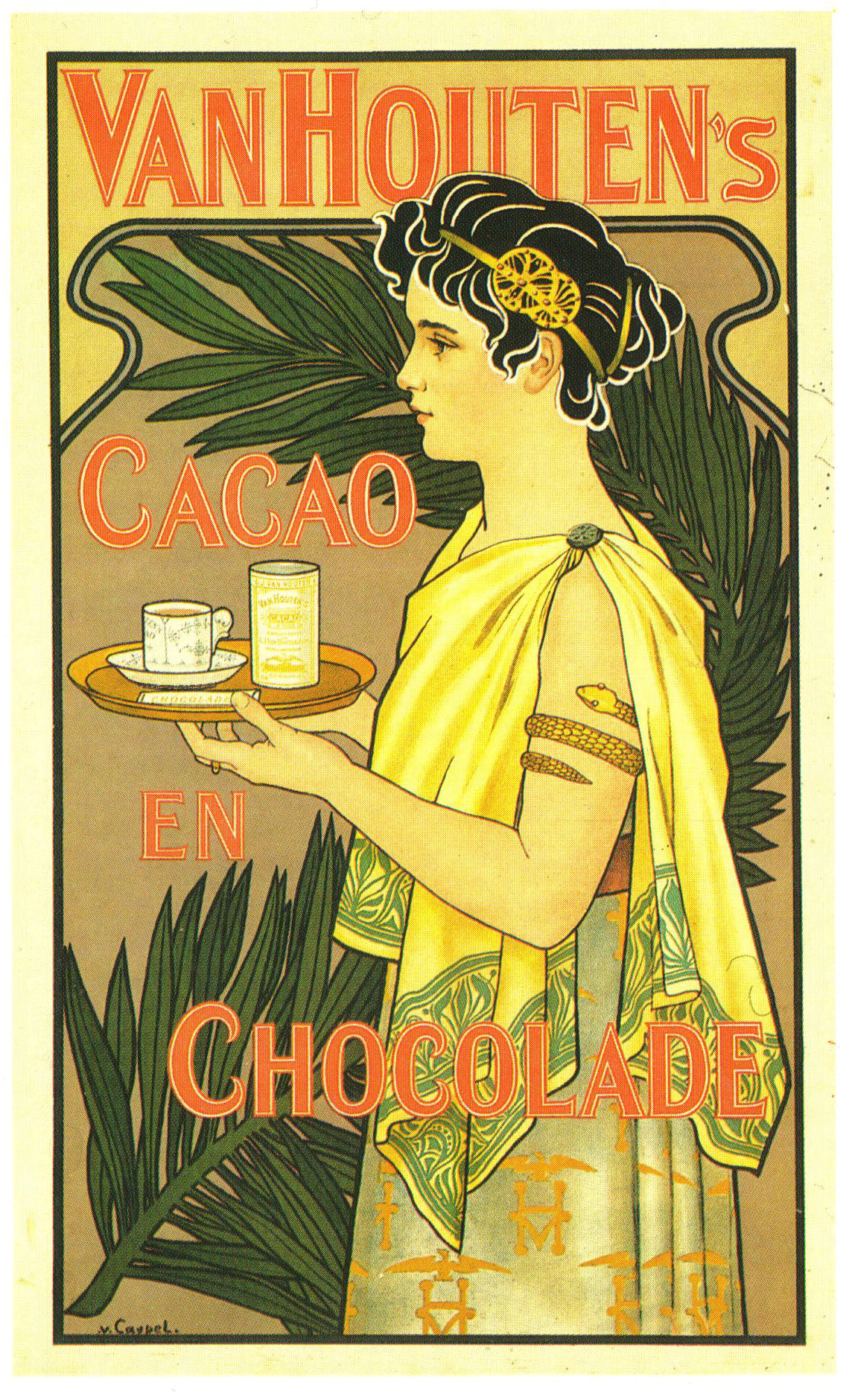
Van Houten-Schokolade (1899).

Coenraads Vater Casparus van Houten hatte im Jahr 1815 in Amsterdam die Van Houten Schokoladenfabrik eröffnet, in die sein Sohn eintrat. Dort entwickelte der Vater eine hydraulische Presse, mittels der der Fettgehalt der Kakaomasse von 54 % Kakaobutter um die Hälfte reduziert werden konnte. Dieses Verfahren ließen sich Coenraad und Casparus 1828 patentieren. Die nach der Pressung zurückbleibende, weniger fetthaltige Masse lässt sich zu Kakaopulver verarbeiten. 
Durch die Vermengung mit Natriumcarbonat (Soda) erreichte Coenraad eine bessere Löslichkeit des Pulvers in Wasser, wobei gleichzeitig der pH-Wert steigt, die Farbe dunkler und der Geschmack milder wird. Aktuell werden dafür neben den Alkalicarbonaten Soda und Pottasche auch andere alkalisch reagierende Substanzen wie Ammoniumhydroxid, Kaliumhydroxid oder Magnesiumoxid eingesetzt.
Das Verfahren wurde nach seinem Heimatland als Dutch Process oder Dutching bezeichnet. Neben der Herstellung von Trinkschokolade dient Kakaopulver als Zwischenprodukt der Schokoladenherstellung.
Coenraad heiratete im Jahr 1835 die denselben Nachnamen tragende Hermina van Houten, mit der er nicht verwandt war. 1844 wurde der Sohn Casparus van Houten Jr. geboren. 1850 verlegte Coenraad seine Schokoladenfabrik, die bis dahin in einer Windmühle in Leiden angesiedelt war, in eine Fabrikanlage in Weesp. Das Geschäft florierte und er exportierte bald Schokolade und Schokoladenpulver nach England, Frankreich und Deutschland. 1865 trat Casparus Jr. in die Fabrik ein, die er – nach dem Tod des Vaters – 1887 übernahm.